# Маргарет Кін
Марґарет Кін (англ. Margaret D. H. Keane, 15 вересня 1927, Нешвіл, Теннессі — 26 червня 2022, Напа, Каліфорнія) — американська художниця, яка стала відомою через зображення дітей, жінок і тварин з непропорційно великими очима. В 60-тих роках підписувала свої роботи ім'ям чоловіка Волтера Кіна, а в 1970 заявила че́рез радіо про справжнє авторство картин, що привело до суду з колишнім чоловіком. Під час судового засідання обом було запропоновано намалювати картину. Волтер поскаржився на біль у руці, а Марґарет намалювала за 53 хвилини. В результаті суд присудив їй авторство і чотири мільйони доларів. Її біографія стала основою для фільму Тіма Бертона «Великі очі» (2014), у якому головну роль зіграла Емі Адамс.